# Hokej na trawie na Letnich Igrzyskach Olimpijskich 1964
Wyniki turnieju hokeja na trawie rozegranego podczas Letnich IO w Tokio w 1964 r. Zawody odbyły się w dniach 11–23 października 1964 r. Wzięło w nich udział 15 drużyn.

## Klasyfikacja końcowa
1.  Indie

2.  Pakistan

3.  Australia

4.  Hiszpania

5.  RFN

6.  Kenia

7.  Japonia

7.  Holandia

9.  Wielka Brytania

9.  Malezja

11.  Belgia

11.  Rodezja

13.  Kanada

13.  Nowa Zelandia

15.  Hongkong

## Medaliści
| Lp. | Państwo   | Medal |
| --- | --------- | ----- |
| 1   | Indie     |       |
| 2   | Pakistan  |       |
| 3   | Australia |       |